# Рюї Блаз (фільм)
«Рюї Блаз» (фр. Ruy Blas, у радянському прокаті — «Небезпечна схожість» (рос. Опасное сходство)) — французько-італійський історичний фільм-драма 1948 року, поставлений режисером П'єром Бійоном за сценарієм Жана Кокто, створеним на основі однойменної п'єси Віктора Гюго 1838 року.

## Сюжет
Дія фільму відбувається в Іспанії, в XVII столітті, за часів правління короля Карла II, при королівському дворі в Мадриді та його околицях. Дон Саллюсте де Базан замишляє помститися за те, що королева Іспанії зневажає його й відправила у вигнання. Один із його слуг, Рюї Блаз — молодий чоловік, що нещодавно закінчив університет, як дві краплі води схожий на його кузена — благородного, але легковажного дона Сезара де Базана, що ховається у розбійників за несплату боргів. Дон Саллюстій вводить слугу Рюї Блаза під виглядом свого кузена у вище товариство та наказує йому добитися кохання королеви. Рюї Блаз, давно і безнадійно закоханий у королеву, погоджується.

## У ролях
| • Жан Маре         | … | Рюї Блаз / дон Сезар де Базан, граф де Гарофа                               |
| • Даніель Дар'є    | … | донья Марія Нейбурзька, королева Іспанії                                    |
| • Марсель Ерран    | … | дон Саллюсте де Базан, маркіз де Фінлас, міністр поліції, кузен дона Сезара |
| • Габріель Дорзіа  | … | герцогиня Альбукерська, обер-фрейліна двору                                 |
| • Александр Ріньйо | … | Гулатромба                                                                  |
| • Йоне Салінас     | … | Казільда, придворна дама королеви                                           |
| • Джованні Грассо  | … | дон Гаспар Гурітан, мажордом королеви                                       |
| • Жиль Кеан        | … | герцог Альба                                                                |
| • Поль Аміо        | … | маркіз де Санта-Круз, наближений дона Саллюсте                              |
| • Шарль Лемонтьє   | … | граф де Кампореаль, міністр                                                 |
| • П'єр Маньє       | … | маркіз де Приєго, міністр                                                   |
| • Жак Берліоз      | … | міністр                                                                     |
| • Арман Люрвіль    | … | архієпископ                                                                 |

## Знімальна група
- Автор сценарію — Жан Кокто за п'єсою Віктора Гюго «Рюї Блаз» (1838)
- Режисер-постановник — П'єр Бійон
- Продюсери — Жорж Легран, Ніно Мартегані, Андре Польве
- Оператор — Мішель Кельбер
- Композитор — Жорж Орік
- Монтаж — Моріс Серан
- Художник-постановник — Жорж Вакевич
- Художники по костюмах — Марсель Ескоф'є, Жан Зей

## Нагороди та номінації
| Список нагород та номінацій | Список нагород та номінацій | Список нагород та номінацій | Список нагород та номінацій | Список нагород та номінацій | Список нагород та номінацій |
| Кінопремія                  | Рік                         | Категорія                   | Номінант(и)                 | Результат                   |                             |
| --------------------------- | --------------------------- | --------------------------- | --------------------------- | --------------------------- | --------------------------- |
| Премія «Бамбі»              | 1950                        | Найкращий актор             | Жан Маре                    | 2-е місце                   |                             |

## Факти про фільм
У передмові до опублікованого в 1947 році у видавництві «Paul Morihien» сценарію фільму Жан Кокто пише: «При найближчому розгляді п'єса виявляється неправдоподібна. Робота над фільмом вимагає міцної техніки виконання. Це було непросто. Крім того, театр не дозволяє Гюго вдатися до зовнішньої схожості Рюї Блаза і Дона Сезара. У кіно ж, навпаки, на цій схожості будується увесь фільм. Один і той же артист гратиме обидві ролі. Це послужить приводом для створення трагікомічного непорозуміння, що повністю відповідає стилю твору».